# Tjänsteförrättande
Tjänsteförrättande (förkortat tjf) avser en person som upprätthåller en tjänst, när den ordinarie befattningshavaren tillfälligt är frånvarande. 
Den tjänsteförrättande har att "i chefens anda" och enligt instruktion besluta i alla rutinärenden. För att undvika att beslut fattas som avviker allt för mycket från huvudlinjen kan den tjänsteförrättande skjuta upp större beslut eller beslut av principiell karaktär till dess att den ordinarie befattningshavaren är tillbaka. Det krävs dock att omständigheterna medger det, till exempel att beslutet fattas inom rimlig tid.
Beslutsfattarens befogenhet ska alltid framgå genom att begreppet tjänsteförrättande eller förkortningen tjf skrivs ut i anslutning till undertecknandet av beslutshandlingen.
Ofta är den tjänsteförrättande en underordnad kollega som tillfälligt tar ett steg uppåt under ordinarie befattningshavares frånvaro, ibland med ett lönetillägg motsvarande det större ansvar som följer av tjänstgöring i en högre befattning.